# Josef Mages

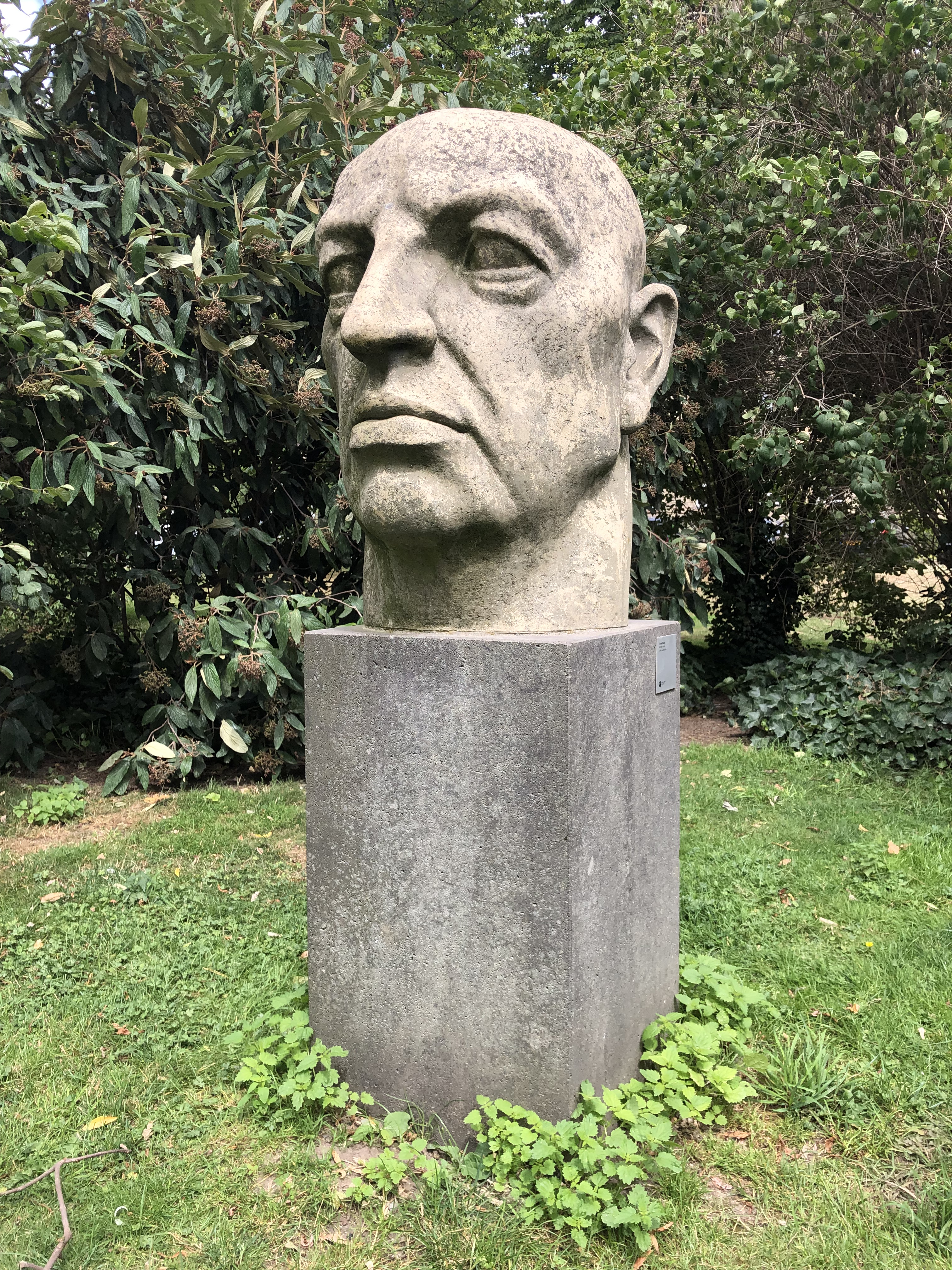
Großer Kopf, Skulptur von Trude Esser (1984), Porträt ihres Lehrers Josef Mages

Josef „Sepp“ Mages (* 6. Oktober 1895 in Kaiserslautern; † 28. November 1977 ebenda) war ein deutscher Bildhauer und Professor an der Staatlichen Kunstakademie in Düsseldorf.

## Leben
Josef Mages machte in der Steinmetzwerkstatt seines Vaters erste Erfahrungen mit der Bildhauerei und studierte dann von 1913 bis 1920 an der Königlichen Kunstgewerbeschule in München bei Richard Riemerschmid und Joseph Wackerle.
1938 wurde Mages an die Staatliche Kunstakademie in Düsseldorf berufen, wo er bis 1961 als Professor für Bildhauerei wirkte. An der Akademie konnten die Studenten für das künstlerische Lehramt studieren oder sogenannte „freie Kunst“. Unterrichtet wurden die Schüler in Klassen, die von den einzelnen Professoren geleitet wurden. Neben Mages führten Joseph Enseling, Ewald Mataré und Zoltan Székessy Bildhauerklassen.
Außerdem gab es Klassen für Bühnenbild, Grafik, Kunstgeschichte und Malerei sowie Vorlesungen zu Sonderthemen, wie etwa zur Ikonographie, und Kurse für Fresko- und Maltechniken. Während der NS-Zeit wurden mehrere Professoren wie beispielsweise Mataré entlassen, da ihre Werke als „entartete Kunst“ galten.
Im März 1945 wurde die Düsseldorfer Akademie zum zweiten Mal von Bomben getroffen und verschiedene Akademiegebäude wurden schwer beschädigt. Die nach Kriegsende zuständigen britischen Militärbehörden waren an einer schnellen Normalisierung des öffentlichen Lebens interessiert und sorgten für eine rasche Wiedereröffnung der Akademie. Entgegen der Ankündigung, ehemalige Nationalsozialisten nicht weiter lehren zu lassen, wurden lediglich die Direktoren ausgetauscht. So wurde bereits Anfang 1946 der Lehrbetrieb wieder aufgenommen. Das Kollegium bestand aus drei zwischen 1929 und 1938 entlassenen und 1945 wieder berufenen Professoren, darunter Ewald Mataré, sowie mehreren, zum Teil erst im Dritten Reich berufenen Lehrern, unter anderem auch die Bildhauer Joseph Enseling und Josef Mages.
Zu den Bildhauer-Studenten von Mages gehörte Günter Grass, der 1948 mit seinem Studium begann, sich aber bald mit ihm verkrachte und dann zu Otto Pankok wechselte, bei dem Grass Zeichnen und graphisches Handwerk lernte. Später entwickelte Grass in seinem weltberühmten Roman Die Blechtrommel seine Romanfigur Professor Maruhn nach dem Vorbild von Josef „Sepp“ Mages und setzte diesem so ein literarisches Denkmal. Weitere Studenten von Mages waren unter anderem ab 1938 Rudolf Christian Baisch, ab 1946 Anneliese Langenbach, von 1947 bis 1952 Heinrich „Heinz“ Klein-Arendt sowie von 1958 bis 1961 Hede Bühl und Wolfgang Liesen.
1961 ging Mages in den Ruhestand. Zu seinem Nachfolger auf den Lehrstuhl wurde vom Kollegium einstimmig Joseph Beuys gewählt und als Professor an die Kunstakademie berufen. Auf der Vorschlagsliste für die Nachfolge Mages nannte Hans Schwippert dem Kultusminister des Landes Nordrhein-Westfalen, Werner Schütz, Beuys vor drei weiteren Künstlern auf Platz eins. Der von Beuys belegte Lehrstuhl hieß fortan Monumentalbildhauerei.
Neben seinem Lehramt war Mages unter anderem mehrere Jahre als Berater der Deutschen Granitindustrie in Karlsruhe tätig.

## Werk
In den 1920er-Jahren führte er als Bildhauer im Raum Kaiserslautern, seiner Heimatstadt, mehrere öffentliche Aufträge aus. Zu diesen frühen Arbeiten von Mages gehörte unter anderem eine Reihe von „grotesk-verspielt“ wirkenden Fantasiefiguren aus Majolika, die auf dem „Weinhof“, einem Innenhof der Hallenbauten auf dem damaligen Ausstellungsgelände der Stadt aufgestellt wurden. Während der NS-Zeit wurden die Figuren von den Nationalsozialisten als „entartete Kunst“ eingestuft und zerstört.
Josef (Sepp) Mages: Sportkameraden, 1936
 Externer Weblink !
- Monumentalskulptur, Travertin, Höhe ca. 5 m; im Besitz des Landes Berlin; ebenda am Maifeld auf dem Olympiagelände (Foto von 2021)

Der konservative und wenig bekannte Mages arrangierte sich mit dem NS-Regime; er wurde neben Karl Albiker, Willy Meller und Joseph Wackerle damit beauftragt, Skulpturen für das Olympiagelände und das Olympiastadion in Berlin zu erschaffen. Durch die Figurengruppen entstanden monumentale Steinskulpturen, die auf Fernwirkung ausgerichtet waren. Dieser archaistische Stil spielte in der späteren NS-Plastik keine Rolle mehr und wurde erst nach dem Zweiten Weltkrieg wieder aktuell.
Mages schuf für das Olympiagelände eine Gruppe zweier junger Männer als monumentale Skulptur, betitelt mit Sportkameraden – nackte, mit einem Schwert bewaffnete „heroische Helden“ in der Tradition der Kriegerdenkmäler des Ersten Weltkriegs. Mit seiner Monumentalskulptur, die am Rande des Maifeldes steht, befand er sich in Konkurrenz zu den vier, jeweils fünf Meter hohen Steinfiguren von Albiker. „Mages starre Gestalten […] sind zwar städtebaulich außerordentlich wirksam, haben aber nicht die Kraft, […] künstlerisch zu fesseln“, befand der Kunsthistoriker und 1933 von den Nationalsozialisten entlassene Museumsleiter des Lübecker St.-Annen-Klosters, Carl Georg Heise, in einer zeitgenössischen Kritik in der Frankfurter Zeitung.

## Werke (Auswahl)
- 1920er-Jahre: Fantasiefiguren aus Majolika, aufgestellt auf einem Innenhof („Weinhof“) der Hallenbauten auf dem damaligen Ausstellungsgelände der Stadt Kaiserslautern[6] (Siehe auch Abbildung bei Weblinks)
- 1936: Sportkameraden, auch Kameraden, am Maifeld auf dem Olympiagelände in Berlin (früher Reichssportfeld), Monumentalskulptur aus Steinmaterial (Travertin)
- Um 1939: Grabmal Erb, Hauptfriedhof von Karlsruhe, Steinmaterial (Syenit)